# قاعة مشاهير الإنترنت (جائزة)

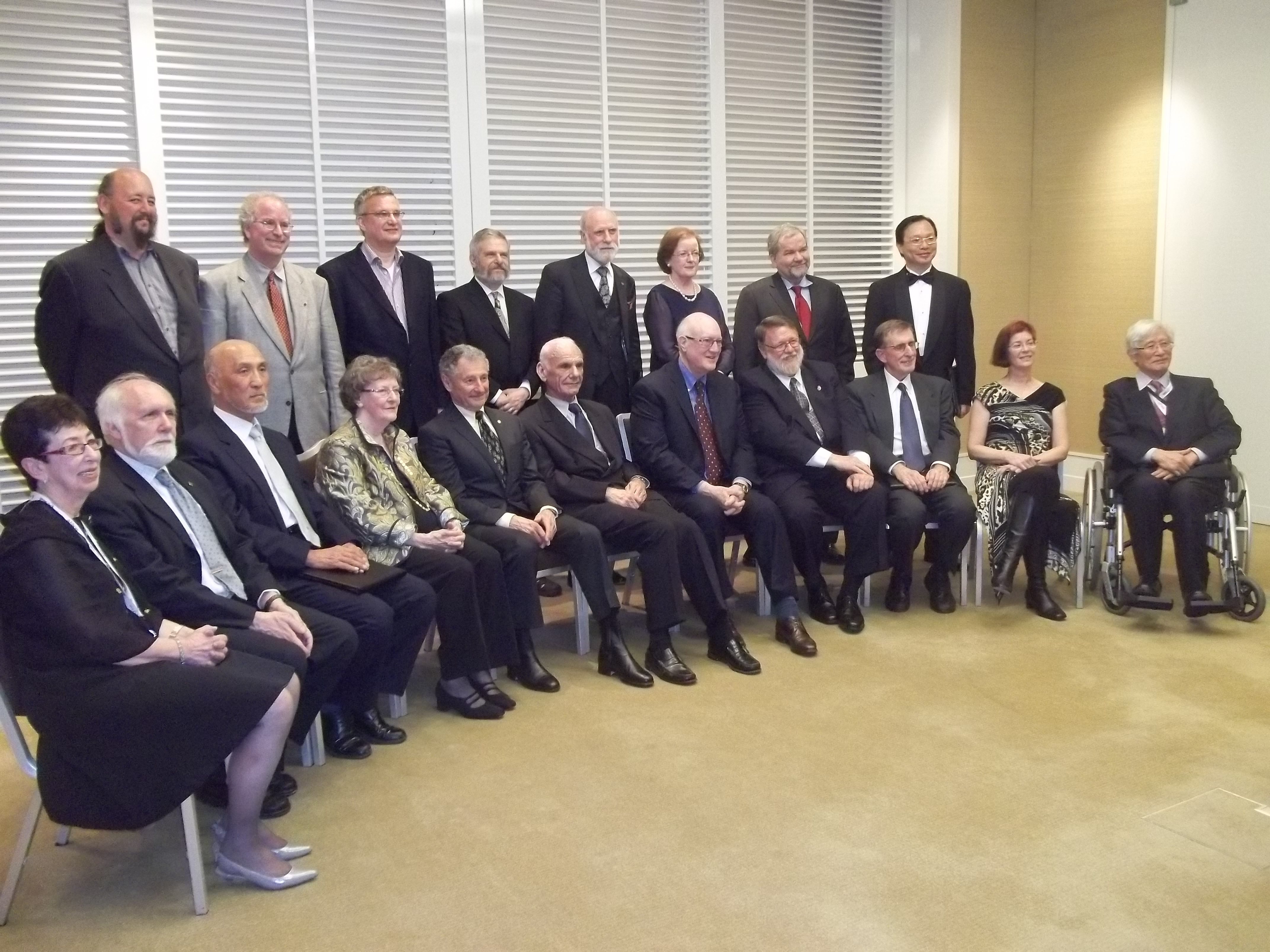
المبتكرون الافتتاحيون ، 2012

جائزة قاعة مشاهير الإنترنت هي جائزة فخرية للإنجاز مدى الحياة تديرها جمعية الإنترنت (ISOC) تقديراً للأفراد الذين قدموا مساهمات كبيرة في تطوير الإنترنت والنهوض بها. 

## ملخص
تم إنشاء قاعة مشاهير الإنترنت في عام 2012 ، في الذكرى العشرين لجمعية الإنترنت.  والغرض المعلن منه هو "الاعتراف علنًا بمجموعة متميزة ومختارة من الرؤى والقادة والنجوم الذين قدموا مساهمات كبيرة في تطوير الإنترنت العالمي والنهوض به". 
يمكن تقديم الترشيحات من قبل أي شخص من خلال عملية تقديم الطلبات. المجلس الاستشاري لـلجائزة هو المسؤول عن الاختيار النهائي.  يتكون المجلس الاستشاري من محترفين في صناعة الإنترنت . 

## تاريخ
في عام 2012 ، كان هناك 33 فردًا مبتدئًا في قاعة المشاهير ، تم الإعلان عنه في 23 أبريل 2012 ، في مؤتمر INET العالمي لجمعية الإنترنت في جنيف ، سويسرا .   

## الأعضاء
من عام 2012 إلى عام 2017 ، تم تصنيف المستحقين في ثلاث فئات:
- الرواد Pioneers: "الأفراد الذين لعبوا دورًا فعالًا في التصميم والتطوير المبكر للإنترنت".
- رابطون عالميون Global Connectors : "الأفراد من جميع أنحاء العالم الذين قدموا مساهمات كبيرة في النمو العالمي واستخدام الإنترنت."
- المبتكرون Innovators : "الأفراد الذين حققوا تطورات تقنية أو تجارية أو سياسية بارزة وساعدوا في توسيع مدى وصول الإنترنت."

### الرواد
| 2012 - بول باران* - فينت سيرف - داني كوهين - ستيف كروكر - دونالد ديفيس* - إليزابيث فينلر - تشارلز إم. هيرزفيلد* - روبرت خان - Peter Kirstein ‏* - ليونارد كلينروك - John Klensin - جون بوستل* - لويس بوزان - لورانس روبرتس | 2013 - ديفيد كلارك - ديفيد جاي فاربر - Howard Frank* - Kanchana Kanchanasut - جوزيف ليكلايدر* - روبرت ميتكالف - Jun Murai - Kees Neggers - Nii Quaynor - Glenn Ricart - روبرت تايلور - Stephen Wolff - فيرنر تسورن | 2014 - دوغلاس إنجيلبارت* - سوزان إسترادا - فرانك هارت* - Dennis Jennings ‏ - Rolf Nordhagen ‏* - راديا بيرلمان |

### رابطون عالميون Global Connectors
| 2012 - Randy Bush - Kilnam Chon - آل جور - نانسي هافكين - Geoff Huston - بروستر كيل - دانيال كارينبيرج - تورو تاكاهاشي - Tan Tin Wee | 2013 - كارين بانكس - Gihan Dias - Anriette Esterhuysen - Steve Goldstein - Teus Hagen - Ida Holz - Qiheng Hu ‏ - Haruhisa Ishida* - Barry Leiner* - George Sadowsky | 2014 - Dai Davies - Demi Getschko - Masaki Hirabaru* - Erik Huizer - Steve Huter - Abhaya Induruwa - دوركاس موثوني - Mahabir Pun - Srinivasan Ramani - Michael Roberts - Ben Segal - Douglas Van Houweling | 2017 - Nabil Bukhalid - إيرا فوكس - Shigeki Goto - Mike Jensen - Ermanno Pietrosemoli - Tadao Takahashi - Florencio Utreras - Jianping Wu |

### مبتكرون
| 2012 - ميتشيل بيكر - تيم بيرنرز لي - روبرت كايلي - فان جاكوبسون - Lawrence Landweber - Paul Mockapetris - كريج نيومارك - راي توملينسون - لينوس تورفالدس - فيل زيمرمان | 2013 - مارك آندرسن - جون بري بارلو* - François Flückiger - Stephen Kent ‏ - Anne-Marie Eklund Löwinder - هنينج شولزرين - ريتشارد ستولمن - آرون سوارتز* - جيمي ويلز | 2014 - إريك ألمان - إريك بينا - Karlheinz Brandenburg - جون سيوفي - Hualin Qian - Paul Vixie | 2017 - Jaap Akkerhuis - Yvonne Marie Andrés - Alan Emtage - Ed Krol - Tracy LaQuey Parker - Craig Partridge |

### اعضاء منذ عام 2019
| 2019 - Adiel Akplogan - Kimberly Claffy ‏ - دوغلاس كومر - Elise Gerich - لاري إرفينغ - Dan Lynch - Jean Armour Polly - José Soriano - Michael Stanton - Klaas Wierenga - Suguru Yamaguchi* | 2021 - Carlos Afonso - Rob Blokzijl* - Hans-Werner Braun - Frode Greisen - Jan Gruntorad - Saul Hahn - Kim Hubbard - Rafael (Lito) Ibarra - Xing Li - Yngvar G. Lundh* - دان كامينسكي ‏* - DaeYoung Kim - Kenneth J. Klingenstein - Alejandro Pisanty - Yakov Rekhter - Philip Smith - بال سبيلينغ* - Liane Tarouco - Virginia Travers - George Varghese - ليكسيا تشانغ |

## المجلس الاستشاري
| 2012 - Lishan Adam - Joi Ito - Mark Mahaney - كريس أندرسون - Mike Jensen - Alejandro Pisanty - Alex Corenthin - Aleks Krotoski - Lee Rainie - William H. Dutton - Loïc Le Meur | 2013 and 2014 - Lishan Adam - Raúl Echeberría - C.L. Liu - حصة الجابر - Hartmut Glaser - Alejandro Pisanty - Grace Chng - كاتي هافنر - Oliver Popov - Alex Corenthin - Mike Jensen - Lee Rainie - William H. Dutton - Aleks Krotoski - Andreu Veà Baró | 2017 - Randy Bush - Steven Huter - Srinivasan Ramani - Kilnam Chon - Abhaya Induruwa - Glenn Ricart - Gihan Dias - Dennis Jennings ‏ - لورانس روبرتس - Anriette Esterhuysen - John Klensin - George Sadowsky - سوزان إسترادا - Lawrence Landweber - Douglas Van Houweling - Demi Getschko - Paul Mockapetris - Paul Vixie - نانسي هافكين - راديا بيرلمان |

## أنظر أيضا
- مشاهير الإنترنت
- رواد الإنترنت
- جائزة IEEE للإنترنت

## روابط خارجية
- الموقع الرسمي
- Q&As with the living inductees, from Wired, 2012

قالب:Internet Hall of Fame